# Robert William Service
Robert William Service (Preston, 16 gennaio 1874 – Lancieux, 11 settembre 1958) è stato un poeta e scrittore britannico, noto come il "Kipling canadien" (Kipling canadese) o come il "Bard of the Yukon" (Bardo dello Yukon).

## Biografia
Robert William Service, primo di dieci fratelli, nacque a Preston, Inghilterra, da una famiglia originaria della Scozia. Fece i suoi studi a Glasgow e a ventun anni si trasferì in Canada ove lavorò come impiegato bancario a Whitehorse e dal 1908 a Dawson City. Durante il suo soggiorno canadese incominciò a scrivere e pubblicare poesie e romanzi.
Nella sua produzione poetica e letteraria fu influenzato dall'epopea della corsa all'oro che interessò lo Yukon negli anni in cui vi risiedette.
Nel 1912 ritorna in Europa e diviene corrispondente del Toronto Star, per cui segue le vicende delle guerre balcaniche.
Nel 1913 arriva a Parigi, ove si trasferisce. Nello stesso acquista una casa a Lancieux, in Bretagna, che chiamerà Dream Heaven. In Bretagna soggiornò in numerose occasioni, soprattutto durante il periodo estivo, e vi morirà nel 1958.
Durante la Grande Guerra fu autista di ambulanze con la Croce Rossa Americana. Durante il conflitto scrisse la raccolta di poesie di guerra Rhymes of a Red Cross Man che dedicò al fratello Albert, deceduto in azione sul fronte francese.
Il Principato di Monaco occupa anche un posto di rilievo nella vita e nelle opere dello scrittore. Soggiorna a Monaco nel 1919 fino 1921 dove trova l’ispirazione per il suo romanzo The Poisoned Paradise. A Romance of Monte-Carlo (che si potrebbe tradurre: “Il paradiso avvelenato. Un romanzo di Monte-Carlo”), che fu pubblicato nel 1922. Si tratta di un’opera che appartiene alla letteratura popolare d’avventura, e conobbe un grande successo anche attraverso il suo adattamento cinematografico. Ma è soprattutto un documento interessante sulla Monaco degli “Anni ruggenti”.
Nel periodo tra le due guerre visse in Francia e visitò l'URSS. Un suo componimento satirico, Ballad of Lenin's Tomb, causò il divieto di tradurre le sue opere in russo e la sua assenza dalle enciclopedie sovietiche pur essendo un autore considerato di sinistra.
A seguito dell'invasione nazista della Francia si trasferì negli Stati Uniti d'America. Nel 1946 tornò con la moglie e la figlia, a più di trent'anni di distanza da quando aveva lasciato lo Yukon, a Dawson City, nel frattempo divenuta una città fantasma.
Dopo la seconda guerra mondiale, Robert W. Service e la sua famiglia si stabiliscono definitivamente nel principato dove lui beneficia, a suo dire, di condizioni ottimali per poter scrivere. I media, specialmente gli anglosassoni, continuarano a celebrarlo, in particolare per il matrimonio principesco del 1956, che gli offrirà l’opportunità di avere relazioni privilegiate con Grace Kelly e i suoi genitori.
Nel secondo dopoguerra la sua produzione artistica si fece più intensa, interrotta solo dalla morte causata da un attacco di cuore, sopraggiunta l'11 settembre 1958 a Lancieux.
Sposatosi con la parigina Germaine Bourgoin, ebbe due figlie, Iris e Doris (morta a 12 mezzi a Mentone).

## Opere

### Poesie
- Songs of a Sourdough (Toronto: William Briggs, 1907), negli USA noto come The Spell of the Yukon and Other Verses (New York: Barse & Hopkins, 1907).[9]
- Ballads of a Cheechako (Toronto: William Briggs, 1909)
- Rhymes of a Rolling Stone (Toronto: William Briggs, 1912)
- Rhymes of a Red-Cross Man (Toronto: William Briggs, 1916)
- Ballads of a Bohemian (Toronto: G.J. McLeod, 1921)
- Twenty Bath-Tub Ballads (London: Francis, Day and Hunter, 1939)
- Bar-Room Ballads (New York: Dodd, Mead, 1940)
- Songs of a Sun-Lover. A Book of Light Verse (New York: Dodd, Mead, 1949.)
- Rhymes of a Roughneck. A Book of Verse (New York: Dodd, Mead, 1950)
- Lyrics of a Lowbrow. A Book of Verse (New York: Dodd, Mead, 1951.)
- Rhymes of a Rebel. A Book of Verse (New York: Dodd, Mead, 1952)
- Songs for my Supper (New York: Dodd, Mead, 1953)
- Carols of an Old Codger (New York: Dodd, Mead, 1955)
- Rhymes for My Rags (New York: Dodd, Mead, 1956)

#### Raccolte
- The Collected Verse of Robert W. Service (London : E. Benn, 1930, 43, 48, 51, 53, 60, 73)
- The Complete Poems of Robert W. Service (New York : Dodd Mead, 1933)
- Rhyme and Romance: a Robert Service anthology (London : E. Benn, 1949)
- Later Collected Verse (New York : Dodd Mead, 1954, 55, 65)
- More Collected Verse (New York : Dodd Mead, 1955)
- Songs of the High North (London : E. Benn, 1958)
- The Song of the Campfire, illustratato da Richard Galaburr (New York : Dodd Mead, 1912, 39, 78)
- The Shooting of Dan McGrew and Other Favorite Poems, (Dodd Mead, 1980)

### Romanzi
- The Trail of Ninety-Eight, A Northland Romance (Toronto: William Briggs, 1909)
- The Pretender. A story of the Latin quarter (New York: Dodd, Mead, 1914)
- The Poisoned Paradise: A Romance of Monte Carlo (New York: Dodd, Mead, 1922)
- The Roughneck, A Tale of Tahiti (New York: Barse and Hopkins, 1923)
- The Master of the Microbe: A Fantastic Romance (London: T. Fisher Unwin, 1926)
- The House of Fear, A Novel (London: T. Fisher Unwin, 1927)

### Saggi
- Why Not Grow Young? or Living for Longevity (London: Ernest Benn, 1928)
- Ploughman of the Moon, An Adventure Into Memory (New York: Dodd, Mead, 1945) - autobiografia
- Harper of Heaven. A Record of Radiant Living (New York: Dodd, Mead, 1948) - autobiografia

### Musica
- Twenty Bath-Tub Ballads (London : Francis, Day and Hunter, 1939)
- Tripe and Trotters (parole e musica, 1939)
- The Amorous (parole e musica, 1939)
- If you can't be Good be Careful (parole e musica, 1939)
- My old Shool Tie (parole e musica, 1939)
- Facility words (parole di Robert Service e musica di Leslie T. Cochran, G. Ricordi & C° Ltd London)

## Filmografia
- The Shooting of Dan McGrew, regia di Herbert Blaché - poesia (1915)
- The Law of the Yukon, regia di Charles Miller - poesia (1920)
- Poisoned Paradise, regia di Louis J. Gasnier - romanzo (1924)
- The Roughneck, regia di Jack Conway - romanzo (1924)
- La sete dell'oro (The Trail of '98), regia di Clarence Brown - romanzo (1928)
- Assassinio sul palcoscenico (Murder Most Foul), regia di George Pollock - estratti dalla poesia The Shooting of Dan McGrew (1964)